# قندي سبيكي
قندي سبيكي (الاسم العلمي:Pectinator spekei) هو نوع من الحيوانات يتبع جنس قندي مشطي من فصيلة القندية.